# Хайнрих VI Ройс фон Плауен
Хайнрих VI/VII Ройс фон Плауен (на немски: Heinrich VI/VII von Reuss-Plauen; † сл. 1398/сл. 23 май 1449) от род Ройс е господар на Грайц (1368 – 1398).
Той е най-големият син на Хайнрих III Ройс фон Плауен 'Стари', фогт на Плауен († 1368) и втората му съпруга Агнес фон Лайзниг († 1359), дъщеря на Ото I фон Лайзниг, бургграф на Роксбург и Пениг († 1363) и бургграфиня Елизабет фон Алтенбург († 1363/1364). Внук е на Хайнрих II фон Ройс-Плауен († 1350) и Саломея фон Силезия-Глогау († 1359). Брат е на Хайнрих VII Ройс фон Плауен/VIII „Млади“ († 16 юни 1426 убит в битката при Аусиг).

## Фамилия
Хайнрих VI Ройс фон Плауен се жени сл. 14 февруари 1375 г. за Гауденция фон Лобдебург-Елстерберг († сл. 14 февруари 1395), дъщеря на Херман фон Лобдебург-Елстерберг († сл. 1394) и Агнес фон Вилденфелс († 1425). Те имат децата:
- Хайнрих VIII/IX Ройс фон Плауен († сл. 20 май 1426/1436), господар на Грайц (1398 – 1436)
- Анна Ройс фон Плауен († сл. 8 ноември 1429), омъжена 1394/ок. 1395 г. за граф Освалд фон Труендинген († ок. 1427/1428), син на граф Хайнрих фон Труендинген († 1380) и Доротея Ройс фон Гера († сл. 1406), дъщеря на фогт Хайнрих V фон Гера († 1377) и Мехтилд фон Кефернбург († 1375/1376)
- Хайнрих Ройс фон Плауен († сл. 1 февруари 1467), тефтонски рицар